# La Grotte Sarrazine
La Grotte Sarrazine est un tableau réalisé par le peintre français Gustave Courbet en 1864.
De format horizontal, cette peinture à l'huile sur toile est une peinture de paysage qui représente la grotte Sarrazine en crue. Située dans le village de Nans-sous-Sainte-Anne dans le Doubs à proximité de la source du Lison, cette grotte nichée au pied d'un porche de 100 mètres de haut et 30 mètres de large est l'exutoire du Lison en période de fortes pluies, créant le ruisseau temporaire du Bief Sarrazin.
Le tableau est exposé depuis 1900 au Musée des Beaux-Arts de Lons-le-Saunier dans le département du Jura.

## Description

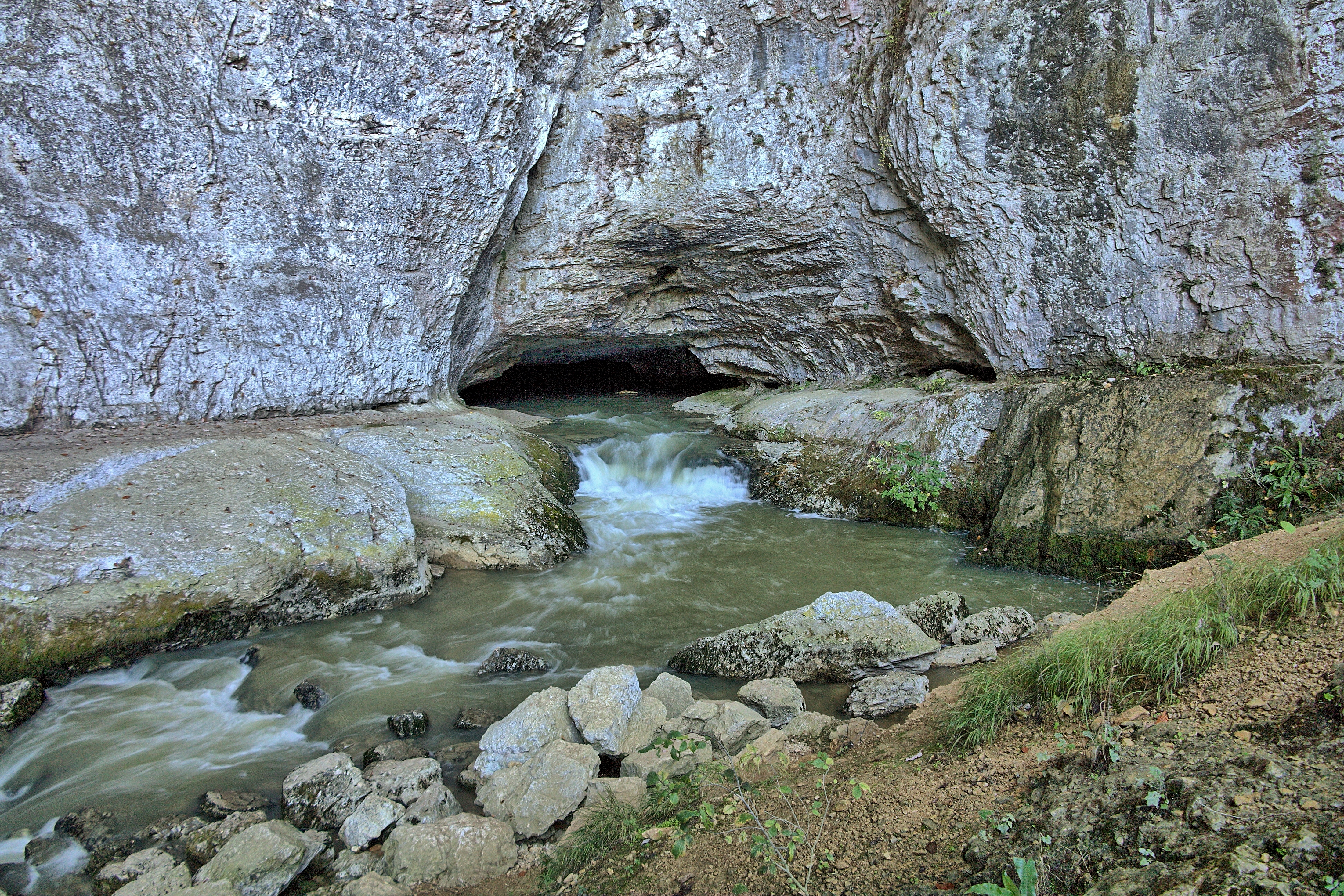
La grotte Sarrazine en crue.

Comme le montre la photographie ci-contre, Gustave Courbet a réalisé une vue fidèle du paysage, un jour de plus forte crue cependant. Seul le pêcheur apporte une touche originale en donnant l'échelle du site. En réalité, aurait-t-il seulement des touches sachant que le Bief Sarrazin ne coule que quelques jours par an et, sortant des réseaux souterrains karstiques, n'a probablement que très peu de poissons ?